# Entre Folhas (kommun)
Entre Folhas är en kommun i Brasilien.   Den ligger i delstaten Minas Gerais, i den sydöstra delen av landet, 700 km sydost om huvudstaden Brasília. Antalet invånare är 5 172.
Följande samhällen finns i Entre Folhas:
- Entre Folhas

Omgivningarna runt Entre Folhas är huvudsakligen savann. Runt Entre Folhas är det tätbefolkat, med 459 invånare per kvadratkilometer.